# MG GT

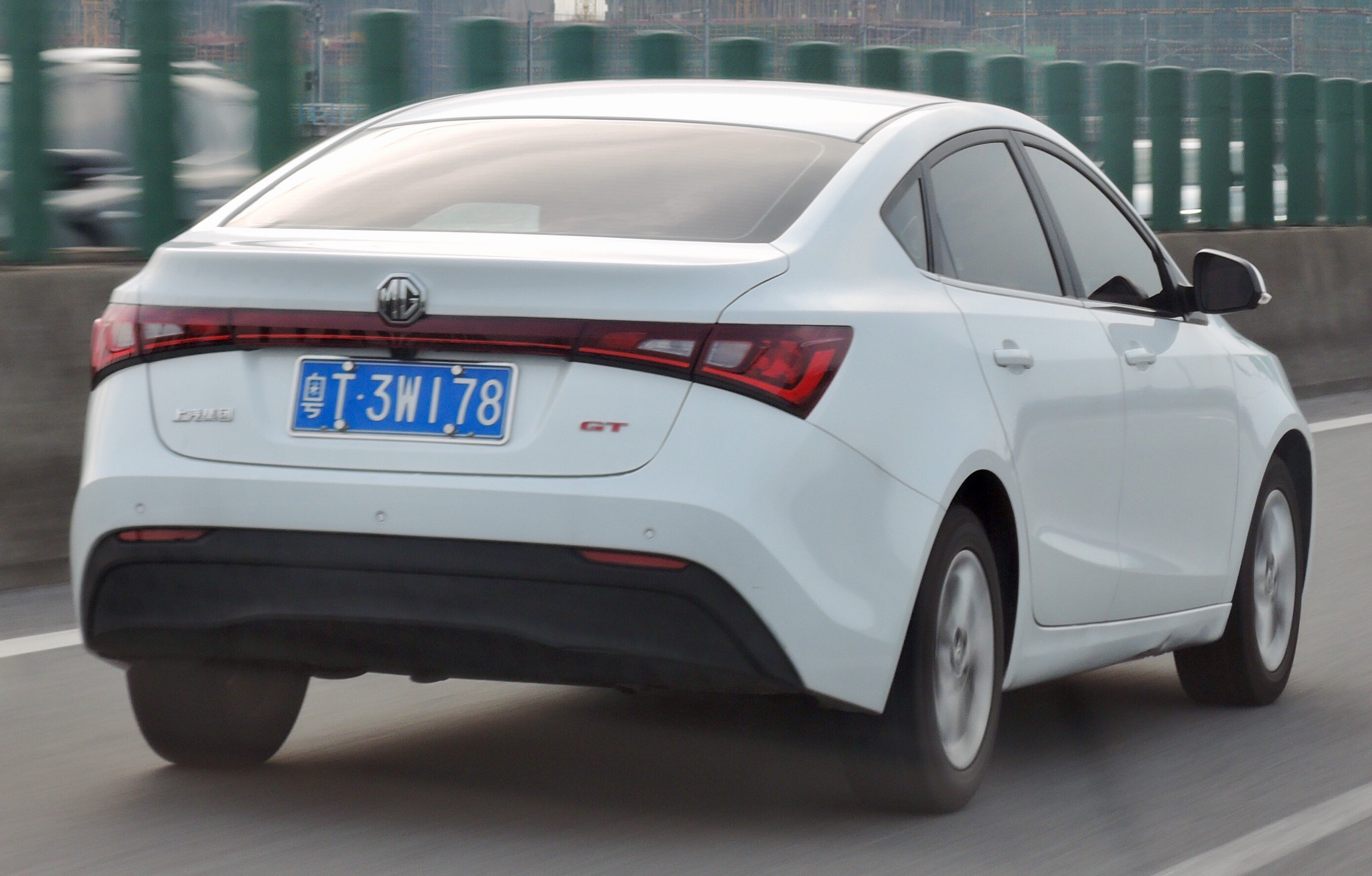
Heckansicht

Der MG GT ist eine Limousine der chinesischen Automarke MG, die auf der zweiten Generation des MG 5 basiert. Das Fahrzeug debütierte auf der Chengdu Auto Show 2014 und kam am 1. November 2014  in China auf den Markt. In Europa wurde das Fahrzeug nicht angeboten.

## Technische Daten
|                                             | 1.5 VCT                    | 1.5T                       | 1.4 TGI                          |
| Bauzeitraum                                 | 11/2014–05/2019            | 11/2014–05/2019            | 11/2014–05/2019                  |
| Motorkenndaten                              |                            |                            |                                  |
| Motortyp                                    | R4-Ottomotor               | R4-Ottomotor               | R4-Ottomotor                     |
| Motoraufladung                              | —                          | Turbolader                 | Turbolader                       |
| Hubraum                                     | 1498 cm³                   | 1498 cm³                   | 1399 cm³                         |
| max. Leistung bei min−1                     | 80 kW (109 PS) / 6000      | 95 kW (129 PS) / 5500      | 115 kW (156 PS) / 5600           |
| max. Drehmoment bei min−1                   | 135 Nm / 4500              | 210 Nm / 2000–4400         | 235 Nm / 1600–4400               |
| Kraftübertragung                            |                            |                            |                                  |
| Antrieb                                     | Vorderradantrieb           | Vorderradantrieb           | Vorderradantrieb                 |
| Getriebe, serienmäßig                       | 5-Gang-Schaltgetriebe      | 6-Gang-Schaltgetriebe      | 6-Gang-Schaltgetriebe            |
| Getriebe, optional                          | (4-Gang-Automatikgetriebe) | (6-Gang-Automatikgetriebe) | (7-Gang-Doppelkupplungsgetriebe) |
| Messwerte                                   |                            |                            |                                  |
| Höchstgeschwindigkeit                       | 180 km/h (170 km/h)        | 200 km/h (200 km/h)        | 200 km/h (200 km/h)              |
| Beschleunigung, 0–100 km/h                  | 12,8 s (13,9 s)            | 9,6 s (9,8 s)              | 9,5 s (9,5 s)                    |
| Kraftstoffverbrauch auf 100 km (kombiniert) | 6,0 l Super (6,3 l Super)  | 6,5 l Super (6,9 l Super)  | 5,7 l Super (5,7 l Super)        |
| Tankinhalt                                  | 55 l                       | 55 l                       | 55 l                             |

Werte in runden Klammern gelten für Modelle mit optionalem Getriebe.